# Biblioteca popular

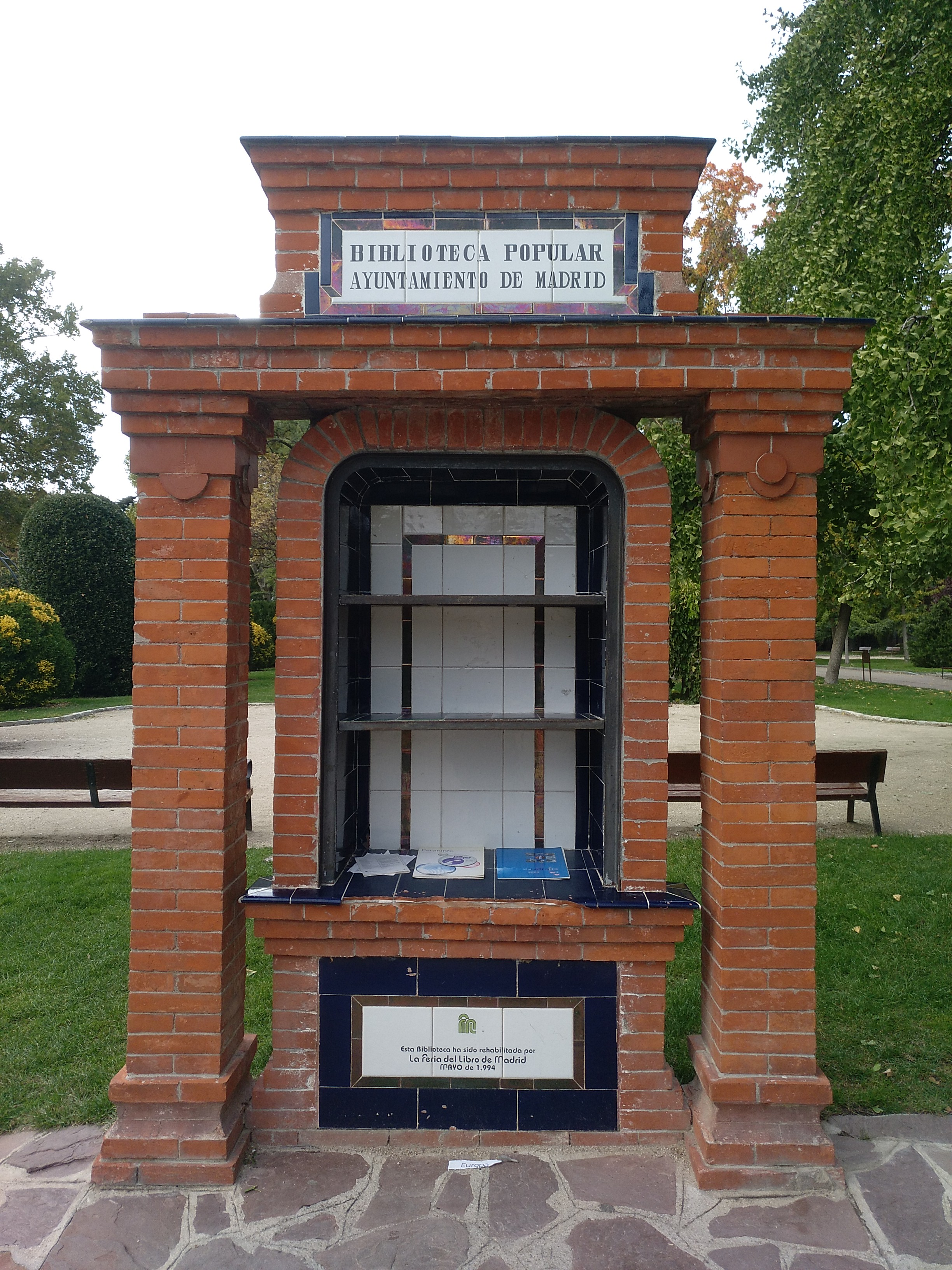
Biblioteca Popular en el Parque del Buen Retiro, junto a la Puerta del Doce de Octubre. Restaurada en 1994 por la Feria del Libro de Madrid

Biblioteca popular es un modelo educativo no institucional originado en la Europa de la segunda mitad del siglo xix a partir de modelos inspirados en la Ilustración. En España fueron creadas en 1869 con los libros existentes en el depósito del Consejo de Instrucción Pública. Aunque su denominación con la definición de 'popular' solo se ha conservado en Asturias e Hispanoamérica, en el siglo XXI, algunos estudios las relacionan con instalaciones o servicios como las bibliotecas públicas (regionales, municipales, etc) y, en cierta medida, los ateneos populares. En Argentina, Uruguay, Chile, Colombia y otros países de habla hispana se designa así a un modelo de asociación civil autónoma, y son conocidas también como biblioteca vecinal o comunitaria.

## Bibliotecas populares españolas
Las Bibliotecas populares españolas nacieron en 1869, como recurso y espacio para la "difusión del saber entre la mayoría", a partir de un proyecto concebido por Manuel Ruiz Zorrilla, ministro de Fomento durante el Sexenio Democrático, y desarrollado por José Echegaray. Su alcance social progresó a lo largo de los primeros años del siglo XX y tuvieron su mejor periodo entre 1926-1936, desapareciendo tras la guerra civil española.

### Historia
Las llamadas en su origen Bibliotecas Populares, han sido consideradas como un proyecto más del aperturismo ideológico de la Revolución de 1868, como fruto de la incautación gubernamental de las bibliotecas, fondos documentales y archivos reunidos hasta ese momento –y acaparados de forma tradicional– por la Iglesia católica en España. Este oportuno decreto de incautación detuvo el proceso de pillaje comercial que habían iniciado los libreros nacionales y extranjeros, y un número importante de piezas de valor fueron así a depositarse y conservarse en la Biblioteca Nacional de España y el Archivo Histórico Nacional.
En el proyecto concreto de la creación de una red de bibliotecas populares, Ruiz Zorrilla y sus colaboradores utilizaron como fondos los libros del depósito del Consejo de Instrucción Pública, en un primer momento y que se ampliaron con las aportaciones o donaciones, bien privadas bien de corporaciones e instituciones que dieron así utilidad a su stock de ejemplares duplicados. Los analistas del fenómeno no ocultan anotar que los nuevos patriarca de la pedagogía en España estaban animados sin duda por el "estímulo político de la revolución liberal", buscando todo tipo de medios para aliviar la ignorancia popular. Los materiales y objetivos siguieron estas premisas:
1. Obras de referencia y materiales necesarios para la primera enseñanza.
2. Libros amenos que hicieran atractivo el hábito de la lectura.
3. Libros cuya narración histórica estimulare en sentimiento nacional.

Y los encargados de poner el proyecto en práctica serían las diputaciones y los ayuntamientos. En el caso concreto de la capital española, Madrid, se proyectaron al principio veinte bibliotecas populares, pero la buena acogida hizo que pronto aumentara el número. Tras ese entusiasmo inicial, en el que muchos alcaldes solicitaron fondos y habilitaron locales, la idiosincrasia española reforzada por el cambio de alcaldes con motivo de los cambios políticos de signo conservador, hicieron que el proyecto fuese decayendo casi hasta el olvido. Con la llegada del siglo XX y la renovación del espíritu de popularización de la cultura en algunos ámbitos de la sociedad española, se retomaría el proyecto, reflexión reforzada por las críticas a la labor de Marcelino Menéndez Pelayo como director de la Biblioteca Nacional.
El impulsor de las bibliotecas populares fue en esta ocasión Rafael Altamira, reformador universitario, institucionista alumno de Giner y secretario del Museo Pedagógico Nacional, medidas que acabarían poniendo "la educación a disposición de los trabajadores". El proyecto de Altamira se materializó además en las bibliotecas circulantes, contando con colaboradores tan heterogéneos como el músico Espinós Moltó, Antonio Paz y Meliá o Melquíades Álvarez (diputado asturiano del Partido Reformista, uno de los grandes impulsores de los ateneos y las bibliotecas populares en Asturias, donde tuvieron singular protagonismo histórico-social).
Volviendo al caso concreto de Madrid, Amalio Gimeno, ministro de Instrucción Pública, creó en 1911 dos bibliotecas populares, aunque hubo que esperar a 1915 para que se abriesen nuevos centros de lectura (Chamberí, Hospicio, Latina); ejemplo que finalmente se seguiría extendiendo por los centros provinciales.

## En Uruguay

### Bibliotecas populares en Montevideo
Las bibliotecas populares comparten muchas de las características de las Bibliotecas Públicas, insertándose ambas en la categoría de Bibliotecas para el Gran Público. El manifiesto de la UNESCO para bibliotecas públicas en su segunda versión revisada del año 94 remarca explica así sus objetivos:
- crear y fortalecer los hábitos de lectura en los niños desde edad temprana;
- apoyar tanto a la educación individual (auto enseñanza) como a la educación formal todos los niveles;
- proveer oportunidades para el desarrollo creativo personal;
- estimular la imaginación y creatividad de niños y jóvenes;
- promover la vigilancia de la herencia cultural, apreciación de las artes, mejoras científicas e innovaciones;
- proveer acceso a expresiones culturales de todas las artes;
- alimentar el diálogo Intercultural y favorecer la diversidad cultural;
- apoyar la tradición oral;
- asegurar el acceso a los ciudadanos a toda clase de información de la comunidad;
- facilitar el desarrollo de información y conocimiento de las habilidades "computacionales";
- apoyar y participar en actividades literarias y programas para todas las edades, y si es necesario iniciar dichas actividades.

Las posibles diferencias entre las bibliotecas públicas y las populares podrían explicarse en tanto las primeras son creadas y sostenidas por los gobiernos, mientras que las populares suelen partir de instituciones de carácter privado, a pesar de poder recibir apoyo gubernamental. No todas las bibliotecas privadas se ajustan al contexto de populares, solo aquellas que, dentro de determinado ámbito comunitario, sean creadas y mantenidas por la propia comunidad. El ámbito comunitario en que se encuentra este tipo de "unidades de información" es muy amplio: clubes sociales, cooperativas de vivienda, comisiones vecinales, instituciones religiosas, etc.
En Uruguay, la mayoría de las bibliotecas populares son atendidas por personas integrantes de la propia comunidad, realizando una tarea voluntaria. Generalmente su nacimiento obedece a la falta de servicios de bibliotecas públicas en la zona en cuestión.

### Voluntariado
Una de las características principales de las bibliotecas populares, es la posibilidad del carácter voluntario del trabajo realizado por las personas a cargo. Es posible fijar tres características definitorias del concepto: 
1. la actividad no debe estar motivada por un beneficio financiero (a pesar de que haya una retribución económica permitida);
2. debe partir de una decisión individual libre (en el sentido de que una persona no se vea forzada al trabajo);
3. la actividad debe ser desarrollada en beneficio de alguien distinto al voluntario, aunque debe darse una reciprocidad de beneficios con el voluntario ya que de lo contrario estaríamos simplemente ante un acto caritativo.

En cuanto a los beneficios del trabajo voluntario, se destacan: la importante contribución económica a la sociedad (se estima que el trabajo voluntario corresponde entre el 8 y el 14% del PBI); permite la integración social de personas excluidas o marginadas; y puede llevar a la creación de puestos de trabajo.

### Bibliotecas populares del Interior
Las bibliotecas públicas en Uruguay surgen a partir del movimiento cultural iniciado en 1868 desarrollado por la Sociedad de Amigos de la Educación Popular, como complemento para la enseñanza oficial, cuando en el interior del país había un 80% de analfabetos. El inspirador del proyecto fue José Pedro Varela, para quien los instrumentos para cultivar al pueblo eran la escuela y la biblioteca. 

#### Primera etapa de las bibliotecas populares
Ciclo vareliano
La primera biblioteca popular americana fue fundada en 1873 por la Sociedad de Amigos de la Educación Popular, en Montevideo. En el interior del país, la primera de estas bibliotecas fue creada en Nueva Palmira, por una filial de esta sociedad, en aquel mismo año (en el siglo XXI la Biblioteca Popular “Jacinto Laguna”). El 18 de julio de 1874 se crearon las Bibliotecas Populares de Colonia y Paysandú; el 20 de septiembre la Biblioteca Popular de Rocha, y el 25 la Biblioteca popular de Carmelo. Les siguieron la fundación de las de Pando y San José; y luego las de San Carlos, Florida, Canelones, Mercedes y Maldonado. Todas las bibliotecas fueron formadas y se sostuvieron con el apoyo voluntario del pueblo, que contribuyó con libros o con dinero, y en otros casos las prohijó en sus clubes sociales. En pocos casos se contó con apoyo económico oficial. En 1873 se presentó un proyecto de ley para el fomento bibliotecario del interior. También fue presentado otro proyecto de en el que el Gobierno destinaría diez premios de 1200 dólares para las primeras localidades del interior que fundaran una biblioteca popular con un mínimo de 500 volúmenes. Dentro de las bibliotecas debía funcionar una escuela para 40 alumnos. Esta tentativa de obtener apoyo oficial no pudo materializarse.
La Sociedad de Amigos de la Educación Popular contó con pocos recursos en sus comienzos para poder asistir a las bibliotecas populares del interior. En 1874 se amplió el número de asociados, permitiendo contar con más fondos para dar apoyo a las bibliotecas populares. A fines de ese año se emitió una circular dirigida principalmente a las sociedades de educación, en la que se establecían estos objetivos: 
- Estimular a los ciudadanos a crear bibliotecas populares.
- Apoyo material a esas instituciones.
- Asesoramiento funcional.

La circular sé imprimió en forma de almanaque para el año 1875, y se distribuyó en el interior de la República. Los acontecimientos políticos retrasaron su puesta en marcha hasta 1876. En 1877 se promulga la ley de Educación Común, con la que se crean nuevas instituciones de la Reforma Escolar vareliana, las bibliotecas que habían sido creadas con mucho esfuerzo hasta ese momento, por primera vez recibían apoyo oficial, ya que la ley establecía que se brindarían recursos para las bibliotecas populares. Esto permitió mejorar las existentes y fundar nuevas. En 1882 algunas bibliotecas del interior contaban con 2500 volúmenes.

#### Segunda etapa de las Bibliotecas Populares en el Uruguay
Ciclo Ateneísta
Este ciclo se extiende de 1882 hasta 1912. Dicha etapa es desarrollada por el Ateneo del Uruguay, en Montevideo. Rápidamente este grupo influirá en el resto del país. Este avance es consecuencia de la implementación de la Ley de Educación antes mencionada y potenciada por el deseo de ilustración que ella provocó. El ateneo se fundó en 1877, su nacimiento respondía al deseo de desarrollar actividades culturales, que llevaran a promover un movimiento de opinión nacional democrático. Desde este momento el Ateneo fue un centro activo de irradiación cultural, con certámenes literarios y ciclos de conferencias. Contaba con una gran biblioteca habilitada al público. En este período las bibliotecas populares se transformaron o fueron absorbidas por los nuevos organismos de extensión cultural, como los ateneos, centros culturales y sociedades literarias. Estos nuevos centros abarcaban actividades académicas, pasando por la de centro docente hasta servir de escenario a las representaciones teatrales. Sus bibliotecas fueron la única posibilidad para el esfuerzo autodidacta de mantener vivos ciertos conocimientos y adquirir otros. En este periodo nacieron los Ateneos de Paysandú y Salto; Centros Culturales como el Club Progreso de Mercedes, el “Porvenir” de Rocha, el “Fraternidad” de Minas, el “Unión” de Melo, etc., como nuevos centros de irradiación cultural. El club Progreso es el iniciador de esta nieva actividad cultural. Dentro de estas instituciones se comienza a plantear la necesidad de contar con centros de enseñanza secundaria en el Interior; estos centros iban absorbiendo muchas de las actividades que cumplían hasta ese momento esas instituciones, debilitándolas hasta llegar a su declinación.

### Las bibliotecas de los primeros Centros Obreros del Interior. Lectura de los clásicos revolucionarios
Los centros obreros que a fines del siglo XIX y comienzos del XX se formaron contaron con una biblioteca pequeña. En estas sus afiliados leyeron y estimularon su saber. Los libros más leídos fueron los autores revolucionarios. Algunas de estas bibliotecas representaron una reacción frente a algunos centros culturales del periodo ateneísta, ya que estos centros se convirtieron en elitistas, alejándose del terreno popular. Estas bibliotecas fueron un esfuerzo de las clases trabajadoras por cultivar la lectura como medio de ilustración. La biblioteca popular ofrecía a la clase obrera el medio para formarse. De ellas saldrían los dirigentes obreros del interior, quienes además sostendrían los periódicos obreros.[cita requerida] En las bibliotecas populares libertarias predominaban los autores libertarios, lo que ha dejado un interesante archivo de publicaciones obreras y anarquistas.

### Surgen los primeros liceos en el Interior y empiezan a declinar las Bibliotecas Populares
En la etapa vareliana y ateneísta las bibliotecas populares actuaron como centros de extensión cultural, apoyando los esfuerzos autodidactas, principalmente en el periodo ateneísta. La enseñanza secundaria vino a superar la actividad llevada a cabo por las instituciones del periodo ateneísta. Estos nuevos centros llevaron adelante actividades docentes reglamentadas, con el objetivo de consolidar los niveles culturales que las precedentes instituciones habían intentado desarrollar.
Los nuevos institutos de enseñanza relegaron los anteriores. Es por esto que las Bibliotecas del Interior debían adaptarse. Ahora se necesitaba un nuevo tipo de Biblioteca Pública superior, para estar a tono con las nuevas necesidades culturales.
No se materializó este nuevo tipo de Biblioteca. Quedando estas instituciones bajo una gran crisis. En la mayoría de los casos las bibliotecas dependían de las Juntas Económico Administrativas y fueron transferidas a liceos, donde quedaron subordinadas. Esto sucedió en las ciudades de Colonia, Durazno, Maldonado, San José y Paysandú. 
En casi todos los casos las bibliotecas perdieron contacto con sus antiguos lectores. Se convirtieron en bibliotecas internas de las nuevas instituciones. Las bibliotecas no mejoraron su estado luego de ser transferidas. Los gobiernos comunales no renunciaron por esto a su propiedad. En la mayoría de los casos fueron inventariadas. No se definieron responsabilidades para su prosperidad, más allá de alguna resolución municipal, en las que se fijó alguna subvención anual. Por lo tanto los Gobiernos Municipales, en algún grado se sintieron en obligación de sostener las Bibliotecas.
Las autoridades lacéales no sintieron ningún compromiso en mejorarlas. Los libros que ingresaban a los liceos se inventariaban como propiedad del liceo. A través de los años se formaron bibliotecas Lacéales, que redujeron a las anteriores a la condición de bibliotecas anexas, hoy envejecidas. No todas las bibliotecas, ateneos y centros literarios de aquella época han subsistido. En las localidades que, por no ser capitales de departamento, no se instalaron liceos, estas instituciones sobrevivieron y continuaron trabajando cada día más aisladas. Esto pudo ocurrir, porque en general la población vio a los liceos como un centro de cultura muy importante, dejando de lado el interés de mejorar las bibliotecas públicas. Esto provocó que los liceos se extendieran por el país. Los jóvenes dejaron de ver a las bibliotecas públicas como instituciones de formación cultural y las vieron como dependencias administrativas subordinadas a la actividad de la enseñanza.